# Kurt Wärngren
Kurt Wärngren,  född 19 maj 1920 i Uppsala, död 8 april 2002 i Kristinehamn, var en svensk gitarrist och kompositör.
Wärngren omtalades först som gitarrist i Uppsala-kvintetten Royal Swingers, som 1941 korades till Sveriges bästa amatörorkester i småbandsklassen vid Orkesterjournalens årliga tävling på Nalen. I kvintetten ingick klarinettisten Åke Hasselgård.
I mars 1944 medverkar han i inspelningen av Allan Johanssons ”Don't let it mean goodbye” på en 78-varvs ”stenkaka”, orkestern ledd av Emil Iwring.
Wärngren förekommer genom åren i flera professionella orkestrar; Thore Ehrling, Seymor Österwall, Simon Brehm. Han har även komponerat filmmusik, bland annat melodin "Sweet Guitar Stuff" ur filmen Hin och smålänningen (1949).
Tillsammans med sin spelpartner, basisten och instrumentmakaren Sten Andersson, konstruerade Wärngren den första svenska gitarrmikrofonen. Den såldes i början av 1940-talet som tillbehör av gitarrtillverkaren Levin under namnet Solist (senare Wingtone).